# René Pascal
René Pascal (bürgerlicher Name Hans Dieter Wolter; * wahrscheinlich 20. April 1940 in Lüchow; † 7. Juli 2025 in Essen) war ein deutscher Schlagersänger und Gastronom.

## Geburtsdatum
Der Sänger hatte in der Vergangenheit wiederholt spätere Geburtsjahre angegeben, so 1951 oder 1953. Die von einem „langjährigen Vertrauten“ der WAZ überbrachte Todesnachricht geht jedoch von einem Todesalter von 85 Jahren aus, sodass der 20. April 1940 wahrscheinlich ist. Ein Beitrag des Lokalradios Radioessen.de deutet bereits an, dass René Pascal sich schon früher als „für immer 69 Jahre alt“ präsentierte.

## Leben und Karriere
Pascal erlernte zunächst den Friseurberuf, bekam Kontakte in die Musikszene und arbeitete vorwiegend als Discjockey in Diskotheken im Ruhrgebiet. Der deutsche Schlager lag ihm besonders am Herzen, und so coverte er den Titel Rot war dein Mund des Sängers Bobby Solo. In den folgenden Jahren veröffentlichte er weitere Singles. Im Jahre 1990 sang er mit Ich schenke Dir ein rotes Telefon ein Lied zum Jubiläum „500 Jahre Post“. Nachdem er zunächst die Kneipe „Oldtimer“ im Essener Südviertel betrieben hatte, eröffnete er 1993 seine eigene Gaststätte „Drehscheibe“ in Essen-Rüttenscheid, die er über 30 Jahre lang bis 2024 führte.
Anfang der 1990er Jahre begann eine Zusammenarbeit mit dem Komponisten und Produzenten Tex Shultzieg, der vorher mit Schlagertiteln wie Adios amor oder Die Fischer von San Juan Erfolge verbuchen konnte. Mit Lady Blue erlangte er größere Bekanntheit und trat mit dem Titel auch im Fernsehen auf. Mit Shultzieg produzierte Pascal zwei Folgesingles (Wenn ich wieder bei Dir bin und Das süße Leben).
Es folgten Auftritte bei Sendern und in Shows verschiedenster Art und Pascal landete immer wieder Erfolge, wie z. B. Gesucht und gefunden (1997), Ich hab die Tränen nicht geseh’n (1998), Mein Name ist Pascal (1999), Der Internet-Song (2000), Teufel Luise (2001) und Wochenende in der Kneipe (2002).
Im Jahr 2003 erschienen unter dem selbstironischen Titel Man nennt mich nur den Schlagergott seine Erfolgstitel auf einer CD. Im Jahre 2006 beging er sein 20-jähriges Bühnenjubiläum mit einem neuen Album und Auftritten in Essen und Umgebung.
Mit sieben Auftritten und drei gewonnenen Raabs der Woche war er außerdem häufiger Gast in der Sendung TV total.
René Pascal lebte in seinem letzten Lebensjahr in einem Essener Pflegeheim, wo er am 7. Juli 2025 starb.

## Diskografie (Auswahl)
Alben
- Seine schönsten Lieder (1990) OCLC 724871190
- Gesucht und gefunden (EGM; 1997)
- Mein Name ist Pascal (Sunny Music; 1999) OCLC 725421162
- Man nennt mich nur den Schlagergott (Moro Music; 2003)
- Das Album zum 20-jährigen Jubiläum 1986–2006 (Top10Music; 2006)
- Jetzt erst recht! (Top10Music; 2007)
- Es wär’ so schön in deinen Armen (Alojado Music; 2009)
- 25 Jahre René Pascal – Das Album zum Bühnenjubiläum (Sunny Music; 2011)
- Das Original (Sunny Music; 2013)
- Mega-Hit-Mix, Rene’s XXL-Power-Party (Sunny Music; 2014)
- Meine Kult-Hits (Sunny Music; 2015)
- Geile Kneipe (Sunny Music; 2016)